# كين روبرتس (لاعب دوري الرغبي)
كين روبرتس (بالإنجليزية: Ken Roberts)‏ هو لاعب دوري الرغبي بريطاني، ولد في 2 أكتوبر 1937 في أثرتون (مانشستر الكبرى) في المملكة المتحدة، وتوفي في 8 أغسطس 2017.